# 挽賜站 (地鐵)
地鐵挽賜站（轉寫：sa-htaː-niː qpaːng-zɰɯ̰ː，派汶拼音：sà-tǎa-nii Baang-sʉ̂ʉ，泰語發音：[sā.tʰǎː.nīː bāːŋ sɯ̂ː]）為泰國曼谷地鐵藍線上的一座車站，站碼為BAN，與泰國國家鐵路局的挽赐站交會。乘客可在此站轉乘泰國國家鐵路的列車。

## 車站構造
挽赐站的颜色是蓝色，车站深12米、宽30米、长226米，设有两个侧式站台。

### 楼层分布
| G 地面      | -                  | 巴士站、挽賜站、Tesco Lotus Pracha Chuen |
| B1 售票櫃枱 | 售票櫃枱           | 1-2號出口、售票櫃枱、售票機              |
| B2 月台     | 側式月台，左側開門 | 側式月台，左側開門                       |
| B2 月台     | 1號月台            | MRT 往曼瓦（甘烹碧）                     |
| B2 月台     | 2號月台            | MRT 往島本（終點站）                     |
| B2 月台     | 側式月台，左側開門 |                                          |

### 站台
目前挽赐站仅使用一个站台，上车乘客需等待终到列车清客且清洁作业完成后方可完成。之前2号站台曾被规划用作紫线站台，但未来将被用作蓝线前往塔帕方向的月台。

## 出口
挽赐站设有两个出口

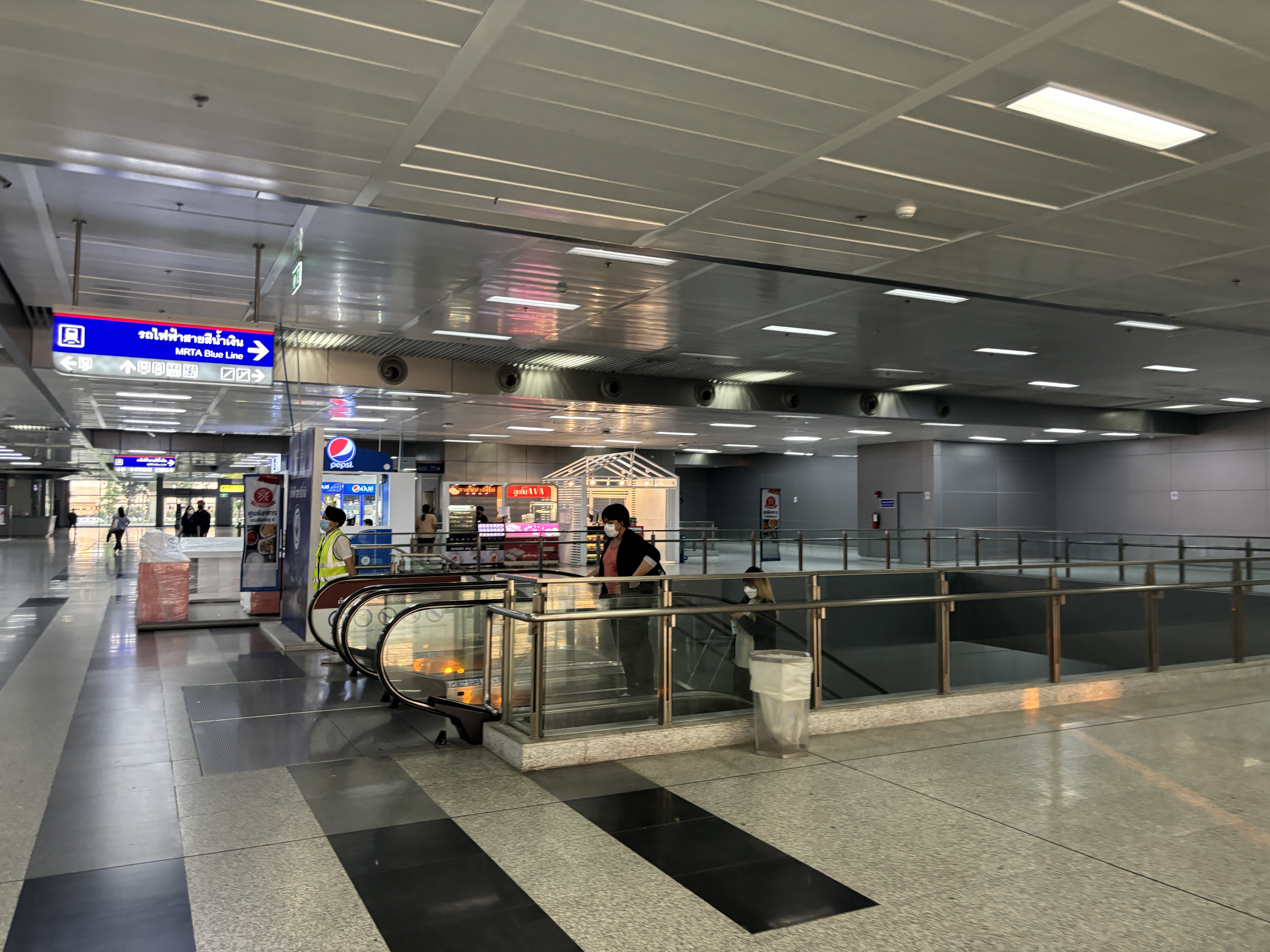
曼谷阿皮瓦中央车站内的车站入口

- 1：Techa Wanit路、Thoed Damri 路
- 2：曼谷阿皮瓦中央车站 、 皇象水泥股份

## 鄰近地點
- 乍都節公園
- 曼谷阿皮瓦中央车站
- Tao Poon Police Office
- 兵工局 (Public Works Factory Division)

## 外部連結
- 曼谷地鐵公司的官方網站
- 曼谷集體運輸系統(架空電車)的官方網站
- 泰國國家鐵路局的官方網站